# West Pottsgrove Township (comté de Montgomery, Pennsylvanie)
Pour les articles homonymes, voir West Pottsgrove Township.
West Pottsgrove Township est un township du comté de Montgomery, en Pennsylvanie, aux États-Unis.